# باغ کوروش

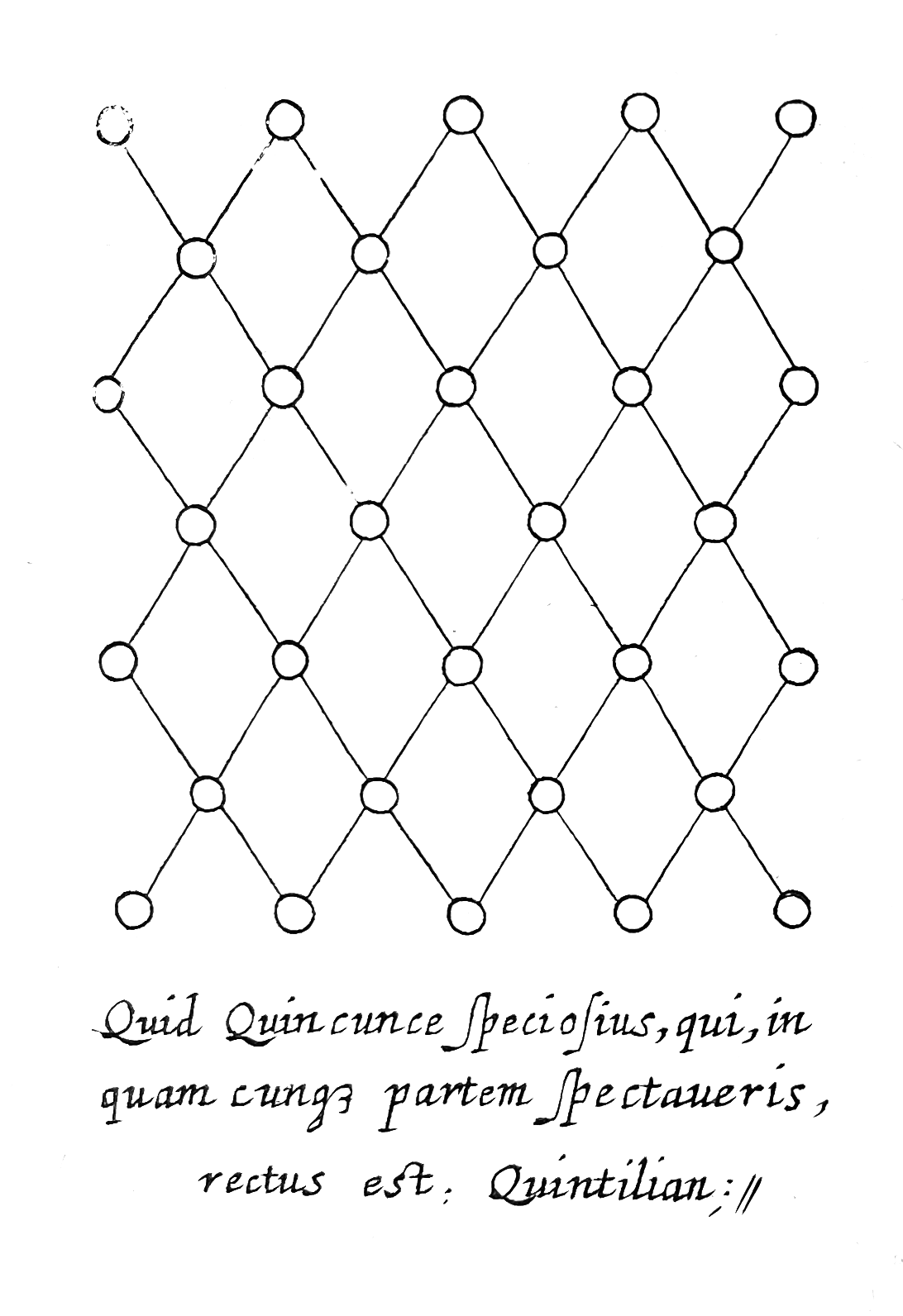
پیشانی به باغ کوروش (۱۶۵۸). متن لاتین، از مؤسسه Quintilian 's Institutio Oratoria، ترجمه می‌کند: "چه چیزی زیباتر از quincunx که از هر جهتی که آن را در نظر بگیرید، خطوط مستقیم را نشان می‌دهد؟"

باغ کوروش (به انگلیسی: The Garden of Cyrus)، یا لوزی کوینکونشال (The Quincuncial Lozenge)، یا مزارع شبکه‌ای باستان‌ها، طبیعی، مصنوعی، عرفانی، گفتاری از توماس براون است که به quncunx مربوط می‌شود - الگویی از پنج نقطه که در یک X (⁙) چیده شده‌اند. یک تاس - در هنر و طبیعت. نخستین بار در سال ۱۶۵۸ منتشر شد، همراه با همراه خود Urn-Burial، در دوران نوین به عنوان سهم ادبی عمده براون به خرد هرمتیک شناخته شده است.
کتاب با آفرینش کتاب مقدس، اشاراتی به گفتمان تیمائوس افلاطون و گمانه‌زنی دربارهٔ مکان باغ عدن آغاز می‌شود. این در الگوهای کاشت باغ ایرانیان باستان ادامه می‌یابد که از الگوی quncunx استفاده می‌کردند تا اطمینان حاصل کنند که «زاویه‌ای منظم، و از طریق پرسپکتیو، از هر سو باقی‌مانده است». براون عدد پنج و الگوی کونکانکس را که در هنر و طراحی انسان (فصل ۱ و ۲) به عنوان الگویی در طبیعت دیده می‌شود، به ویژه از طریق مطالعه گسترده خود دربارهٔ گیاه‌شناسی (فصل ۳ مرکزی) و عرفانی (فصل ۴ و ۵) بررسی می‌کند.
باغ کوروش که در دورانی نوشته شده بود که محدودیت‌های انتشار در دوران تحت‌الحمایه اولیور کرامول کاهش یافت، سهم براون در یک دهه «دوره رونق» علاقه به آثار باطنی در انگلستان است. گفتمان براون دیدگاهی نوافلاطونی و نوفیثاغورثی از پیوند هنر و طبیعت از طریق نمادهای مرتبط عدد پنج و الگوی quncunx، همراه با شکل X و طرح شبکه است. جست‌وجوی اساسی آن دغدغه اصلی فلسفه هرمسی بود: اثبات حکمت خدا، و شواهد اثبات‌پذیر طراحی هوشمندانه. این گفتمان شامل استفاده ثبت‌شده اولیه از کلمات " نمونه اولیه " و " کهن‌الگو " در انگلیسی است.
منتقد سدهٔ ۱۹ و ۲۰، ادموند گوسه از این کتاب شکایت کرد که "این کتاب را جمع‌آوری می‌کند، Quincunx, Quincunx، تا زمانی که خود آسمان با تخته‌های گردان شطرنج تاریک شود"، در حالی که پذیرفت که "این کتاب به شدت بد است. دارای برخی از دوست‌داشتنی‌ترین پاراگراف‌هایی است که از قلم انگلیسی در سدهٔ هفدهم به دست آمده است.